# Matoaka (West Virginia)
Matoaka is een plaats (town) in de Amerikaanse staat West Virginia, en valt bestuurlijk gezien onder Mercer County.

## Demografie
Bij de volkstelling in 2000 werd het aantal inwoners vastgesteld op 317.
In 2006 is het aantal inwoners door het United States Census Bureau geschat op 304, een daling van 13 (-4,1%).

## Geografie
Volgens het United States Census Bureau beslaat de plaats een oppervlakte van
0,7 km², geheel bestaande uit land. Matoaka ligt op ongeveer 720 m boven zeeniveau.

## Plaatsen in de nabije omgeving
De onderstaande figuur toont nabijgelegen plaatsen in een straal van 20 km rond Matoaka.